# Yolqulular
Yolqulular är en ort i Azerbajdzjan.   Den ligger i distriktet Xanlar Rayonu, i den centrala delen av landet, 290 km väster om huvudstaden Baku. Yolqulular ligger 443 meter över havet och antalet invånare är 709.
Terrängen runt Yolqulular är kuperad söderut, men norrut är den platt. Runt Yolqulular är det ganska tätbefolkat, med 65 invånare per kvadratkilometer.. Närmaste större samhälle är Ganja, 14,6 km väster om Yolqulular.
Trakten runt Yolqulular består i huvudsak av gräsmarker.